# Nguneng
Nguneng is een bestuurslaag in het regentschap Wonogiri van de provincie Midden-Java, Indonesië. Nguneng telt 2852 inwoners (volkstelling 2010).